# アンジェラ・ヒューイット
アンジェラ・ヒューイットOC, OBE（Angela Hewitt, OC, OBE 1958年7月26日 - ）は、カナダのピアニスト。オンタリオ州オタワで教会オルガニストを務める父ゴドフリーがイギリス人のため、イギリスとカナダの二重国籍である。

## 経歴
生い立ち
1958年、カナダ・オンタリオ州オタワで生まれた。3歳でピアノの学習を始めた。4歳で初めて公開演奏を行い、5歳で最初の奨学金を獲得した。ピアノのほかにヴァイオリンやリコーダー、バレエも学ぶほどの早熟ぶりであった。9歳のとき、最初のリサイタルをトロント王立音楽院で開いた。1964年から1973年までトロント音楽院に学んだ後、オタワ大学にてフランス人ピアニストのジャン＝ポール・セヴィラに師事した。
演奏家として
著名なオーケストラと共演して国際的な活動を続けるかたわら、数々の録音を残す。1994年よりハイペリオン・レーベルと契約して、バッハのクラヴィーア作品の全曲録音に挑んでいる。他方でフランス音楽を好み、フランソワ・クープランやショパン、シャブリエ、ラヴェル、メシアンらのピアノ曲を録音している。
1985年よりロンドンに暮らすが、イタリアのウンブリア州にも住まいがある。2005年よりマジョーネにて定期的にトラジメーノ音楽祭を開催し、その芸術監督を担当している。

## 受賞・栄典
- 1978年：ヴィオッティ国際音楽コンクールにおいて優勝。
- 1985年：トロント国際バッハ・ピアノ・コンクールにおいて優勝。
- 2000年：カナダ政府より受勲。
- 2006年：6月17日に英国政府より受勲。

## 演奏と演奏スタイル
多岐にわたる作曲家の作品群を精力的に展開しているが、トロント国際バッハ・ピアノ・コンクールにおいて優勝したことからも、特にバッハの演奏においては、「当代一のバッハ弾き」との称号が広く謳われている。平均律クラヴィーア曲集全曲演奏ツアーでは大きな評価を世界から博した。水入りのコップを6個、ピアノ脇に置いて演奏し、途中にその水を飲みながら進める独特の演奏スタイルを見せる。
近年は、イタリア製のFAZIOLIピアノを愛用しており、自宅の他、ツアーに運んで使用しており、日本のリサイタルでも毎回ホールへ持ち込んでいる。
来日公演
2010年も4月に日本ツアーが各地で開催された。